# Carlester Crumpler
Carlester T. Crumpler (Greenville, 5 settembre 1971) è un ex giocatore di football americano statunitense che ha militato nel ruolo di tight end nella National Football League (NFL).

## Carriera
Crumpler fu scelto dai Seattle Seahawks nel corso del settimo giro (202º assoluto) del Draft NFL 1994. Vi giocò fino al 1998 con un massimo di 361 yard ricevute nel 1997. Chiuse la carriera disputando 11 partite con i Minnesota Vikings nel 1999.

## Famiglia
È il fratello maggiore dell'ex tight end Pro Bowler Alge Crumpler.